# Xavier Woods
Austin Watson, meglio conosciuto con il ring name Xavier Woods (Columbus, 4 settembre 1986), è un wrestler statunitense sotto contratto con la WWE.
In WWE Woods è un dodici volte campione di coppia avendo vinto cinque volte il World Tag Team Championship (due con Big E e Kofi Kingston e tre solo con Kingston), sette volte lo SmackDown Tag Team Championship (sei con Big E e Kingston e una solo con Kingston) come membro del New Day e una volta l'NXT Tag Team Championship (con Kofi Kingston). Ha inoltre vinto il King of the Ring nel 2021 ed è il 3° Triple Crown Tag Team Champion (con Kofi Kingston) della WWE.
Prima di approdare in WWE, Watson ha militato nella Total Nonstop Action Wrestling con la gimmick di Consequences Creed (una parodia del personaggio di Apollo Creed della serie Rocky) vincendo una volta il TNA World Tag Team Championship (con Jay Lethal).

## Biografia
Austin Watson è nato a Columbus, Georgia nel 1986 e si è diplomato alla Sprayberry High School di Marietta nel 2004. Quello stesso anno ha cominciato a studiare psicologia e filosofia alla Furmkan University di Greenville, dove si è laureato nel 2008.
È un fan della serie My Little Pony.

## Carriera

### Gli esordi (2005–2007)
Mentre studia alla Furman University, Creed inizia ad allenarsi per diventare un wrestler professionista nella scuola di Rob Adonis.
Durante la sua permanenza in NWA Anarchy, Creed forma un tag team con Hayden Young chiamato "Awesome Attraction". Insieme vinsero i titoli di coppia della federazione e, ancora oggi, detengono il regno più duraturo per quella cintura. Nel 2006 viene votato dai fan come migliore wrestler NWA.
Il 12 luglio 2007 Creed sconfigge Murder-One conquistando il DSW Heavyweight Championship.

### Total Nonstop Action Wrestling (2007–2010)

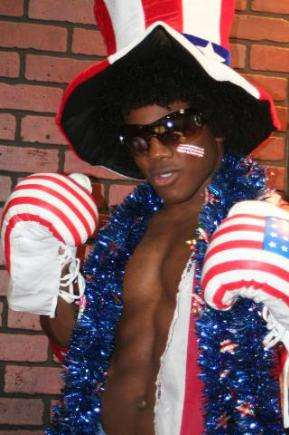
Consequences Creed nell'ottobre del 2007

Creed appare per la prima volta nella Total Nonstop Action Wrestling al Bound for Glory combattendo in coppia con Ron Killings sostituendo l'infortunato Adam "Pacman" Jones. Inizia la sua carriera come Rasheed Lucius "Consequences" Creed. L'unione dei nomi con Ron "Truth" Killings ha dato vita ad un gioco di parole che formerà poi il nome del loro tag team Truth and Consequences (tradotto in italiano "Verità e conseguenze"). Il 21 ottobre viene ufficializzata la notizia che Creed ha firmato un contratto con la TNA.
Il 10 febbraio 2008, Creed combatte in un dark match prima del PPV Against All Odds in squadra con Sonjay Dutt sconfiggendo i Rock 'n Rave Infection in un tag team match. Il 13 marzo, ad Impact!, Creed appare in un promo dove dice che ritornerà al PPV Lockdown. La settimana successiva viene cambiata la data del suo ritorno e viene fissata per il 10 aprile. Nell'edizione di Impact! del 10 aprile, Creed fa il suo debutto sconfiggendo il membro della Rock 'n Rave Infection Jimmy Rave e qualificandosi per l'Xscape match a Lockdown. Partecipa al match Xscape dove riesce ad eliminare Shark Boy ma viene successivamente eliminato da Curry Man.
Al PPV Hard Justice, Creed sfida Petey Williams per il TNA X Division Championship, ma viene sconfitto per interferenza di Sheick Abdul Bashir. A Impact! il 4 settembre 2008, sconfigge Bashir laureandosi 1st contender per l'X Division Championship detenuto sempre da Williams. Il match viene tuttavia trasformato in un triple treath match che includeva Creed, Williams e Bashir dove è quest'ultimo a prevalere conquistando il titolo. Il 30 ottobre 2008, ad Impact!, forma un team con Samoa Joe, A.J. Styles, Jay Lethal, Petey Williams, Eric Young, ODB e The Motor City Machineguns che si chiamerà The Frontline, opposti ai Main Event Mafia. Il 9 gennaio 2009, Lethal sceglie Creed fra i membri della fazione come suo tag team partner e incassando la valigetta Feast or Fired, conquista l'TNA World Tag Team Championship sconfiggendo i Beer Money, Inc. (Robert Roode e James Storm). Creed e Lethal vengono riconosciuti con il nome di "Lethal Consequences". Tuttavia, solo tre giorni dopo a Genesis, i due perdono i titoli in un three-way match contro i Beer Money, Inc. Il 1º ottobre 2009, Creed e Lethal partecipano al 5-man ladder match per decretare il primo sfidante al X Division Championship ma a vincere è stato Amazing Red. Il 29 marzo 2010, la TNA rilascia Creed.

### WWE (2010–presente)

#### Florida Championship Wrestling (2010–2012)
Il 22 luglio 2010, Watson firma un contratto di sviluppo con la World Wrestling Entertainment e fa il suo debutto la settimana successiva nella Florida Championship Wrestling in un tag team match con il nome di Xavier Woods insieme a Percy Watson, ma viene sconfitto da Donny Marlow e Brodus Clay. Dopo qualche mese di anonimato, il 4 novembre 2010, in coppia con Wes Brisco, sconfigge Derrick Bateman e Johnny Curtis conquistando l'FCW Florida Tag Team Championship. La settimana successiva difendono i titoli dall'assalto di Trent Baretta e Caylen Croft. Il 20 novembre, difendono ancora i titoli dall'assalto di Jinder Mahal e Jacob Novak. Il 3 dicembre 2010, Wes Brisco subisce un infortunio e Woods è costretto a rendere anch'egli il titolo vacante che viene vinto successivamente da Titus O'Neil e Damien Sandow. Il 16 gennaio, ha l'opportunità di laurearsi primo sfidante all'FCW Florida Heavyweight Championship, detenuto da Mason Ryan, partecipando ad una battle royal ma viene eliminato per quart'ultimo da Calvin Raines. Il 2 febbraio, viene sconfitto da Damien Sandow. Nei tapings FCW del 7 marzo, Woods partecipa ad un triple treath match insieme a Calvin Raines e Jacob Novak ma il match viene vinto da quest'ultimo che schiena proprio Woods. Il 28 marzo, viene sconfitto da Brett DiBiase. Nei tapings FCW del 7 marzo, viene battuto da Husky Harris ma il 28 aprile, riesce a sconfiggere Michael Tarver. Il 26 maggio, perde contro Brad Maddox. Il 4 giugno, all'FCW Port Charlotte Show, Xavier Woods vince un match di coppia insieme a Trent Baretta contro Damien Sandow e Rick Victor. Nei tapings del 30 giugno, Xavier Woods perde un match contro Leo Kruger. Dopo essere stato qualche mese lontano dal ring, ritorna nei tapings del 2 novembre sconfiggendo Rick Victor. Chiude il 2011 con una vittoria ai danni di Colin Cassady. Il 2012, invece, si apre con una sconfitta per mano di Rick Victor. Il 2 febbraio, Woods affronta il talento OVW Antoni Polaski, venendo sconfitto mentre il 23 febbraio, perde per KO contro il debuttante Kassius Ohno. Nei tapings del 15 marzo, fa coppia con Jason Jordan e CJ Parker, battendo in un 6-man tag team match Jake Carter, Corey Graves e Brad Maddox. All'Orlando Show del 21 marzo, batte il rientrante Conor O'Brian. Tuttavia, al Lakeland Show, perde insieme a Jason Jordan contro Kenneth Cameron e lo stesso O'Brian. A fine mese, perde insieme a Richie Steamboat contro Jake Carter e Corey Graves. All'Orlando Show del 18 maggio, insieme a Mike Dalton, perde contro Big E Langston e James Bronson. Dopo aver sconfitto, insieme a CJ Parker, per due volte Corey Graves e Jake Carter, Woods vince anche un 6-man tag team match insieme a Parker e Seth Rollins, battendo Joel Redman, Rick Victor e Garrett Dylan. Il 28 giugno, vince anche 8-man Elimination Tag Team Match insieme a Rollins, Mike Dalton e Leakee contro Leo Kruger, Brad Maddox, Erick Rowan e Luke Harper. Il 1º agosto, a Bull Bash VI, Woods batte Byron Saxton.

#### NXT(2012–2013)
Il giorno dopo, la FCW venne chiusa e tutti i talenti vennero spostati nel territorio di sviluppo di NXT. Woods debuttò ad NXT nell'episodio del 31 ottobre venendo sconfitto da Leo Kruger. Il 28 novembre Woods vinse il suo primo match in WWE battendo Memo Montenegro. Al Royal Rumble Fan-Axxess partecipò al torneo fra talenti di NXT nel quale il vincitore avrebbe potuto partecipare al Royal Rumble match dell'omonimo pay-per-view stessa ma non riuscì a vincere. Il 18 novembre 2013 debuttò a Raw in coppia con R-Truth sconfiggendo la 3MB (Drew McIntyre e Jinder Mahal). Dopo aver chiuso una breve faida con i 3MB e i Tons of Funk (Brodus Clay e Tensai), il 6 aprile 2014 Woods fece il suo debutto a WrestleMania durante la trentesima edizione prendendo parte alla prima edizione dell'André the Giant Memorial Battle Royal ma venne eliminato da Damien Sandow. Woods e R-Truth iniziarono poi una faida con Alexander Rusev, perdendo contro di lui il 4 maggio ad Extreme Rules in un 2-on-1 Handicap match.

#### The New Day (2014–2021)

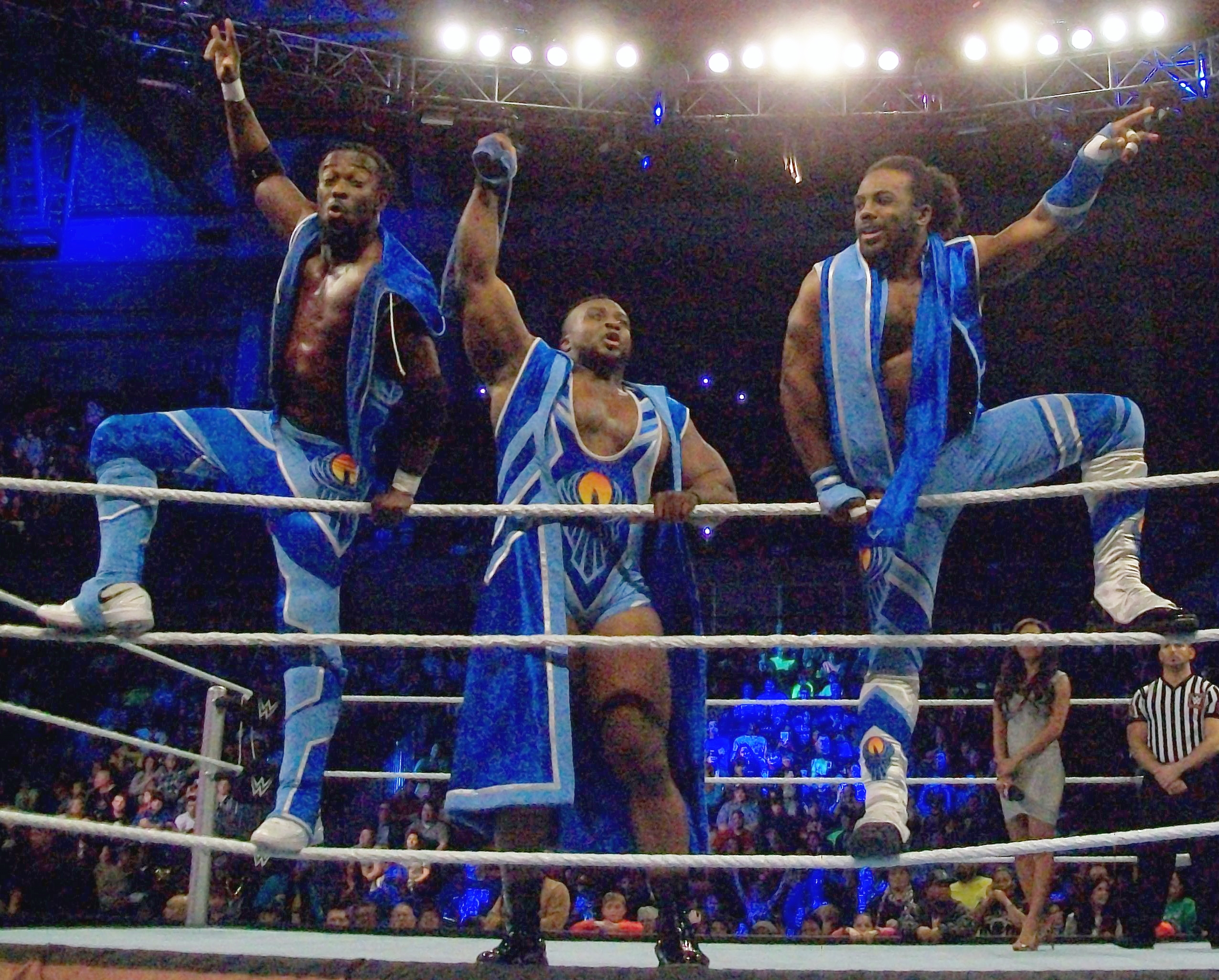
Woods (a destra) come membro del New Day

Nella puntata di SmackDown del 28 novembre 2014 Woods debuttò nella stable del New Day, insieme a Big E e Kofi Kingston, sconfiggendo Curtis Axel, Heath Slater e Titus O'Neil. Il 14 dicembre, nel Kick-off di TLC: Tables, Ladders & Chairs, la stable debuttò in pay-per-view con Big E e Kingston che sconfissero Gold e Stardust. Ad Extreme Rules del 26 aprile 2015 Big E e Kingston sconfissero Cesaro e Tyson Kidd riuscendo a vincere il WWE Tag Team Championship, con Woods che venne riconosciuto come campione grazie alla "Freebird Rule". A Payback del 17 maggio Big E e Kingston difesero con successo i titoli contro Cesaro e Kidd. Ad Elimination Chamber del 31 maggio l'intero New Day difese i titoli contro Cesaro e Kidd, i Los Matadores, i Lucha Dragons, gli Ascension e i Prime Time Players in un Elimination Chamber match. A Money In the Bank del 14 giugno Big E e Woods persero le cinture contro i Prime Time Players dopo 49 giorni di regno. Il New Day riconquistò poi le cinture il 23 agosto a SummerSlam in un Fatal 4-Way Tag Team match che includeva anche i Los Matadores, i Lucha Dragons e i Prime Time Players. Dopo aver sconfitto i Prime Time Players nella puntata di Raw del 14 settembre, il New Day iniziò poi una faida con i rientranti Dudley Boyz, che affrontarono in tre diverse occasioni titolate: a Night of Champions e a WWE Live from Madison Square Garden, dove persero entrambi i match per squalifica e pertanto rimasero campioni; ad Hell in a Cell, invece, Big E e Kingston sconfissero i Dudley Boyz mantenendo le cinture di coppia. Woods ebbe l'opportunità di conquistare lo United States Championship affrontando il campione John Cena il 28 settembre a Raw ma il match venne vinto da quest'ultimo per squalifica a causa dell'intervento di Big E e Kingston ai suoi danni. A Survivor Series, insieme a King Barrett e Sheamus, il New Day venne sconfitto in un Survivor Series elimination tag team match dai Lucha Dragons, gli Usos e Ryback. Big E e Kingston difesero con successo i titoli anche a TLC: Tables, Ladders and Chairs, dove sconfissero i Lucha Dragons e gli Usos in un Triple Threat Tag Team Ladder match grazie all'intervento di Woods. Dopo aver difeso con successo i titoli in due match separati contro i Lucha Dragons (nella puntata di SmackDown del 22 dicembre) e gli Usos (alla Royal Rumble), nel mese di febbraio, a partire da Fastlane, durante il Cutting Edge Peep Show condotto da Edge e Christian i membri del New Day iniziarono a prendere in giro quelli della League of Nations, effettuando un turn face: ciò portò i membri della League of Nations a interrompere il segmento. Big E e Kingston conservarono le cinture di coppia nella puntata di Raw del 7 marzo sconfiggendo i Y2AJ (AJ Styles e Chris Jericho). Nel mese di marzo i membri del New Day continuarono a prendere in giro la League of Nations attraverso dei video parodia e le due fazioni si sfidarono per il WWE Tag Team Championship a Roadblock, dove Big E e Kingston superano Barrett e Sheamus, ripetendosi anche la sera dopo a Raw, quando Big E e Woods batterono Del Rio e Rusev, il che portò la League of Nations ad attaccare il New Day al termine del match, con la rivalità tra le due fazioni che culminò a WrestleMania 32 (il 15 marzo era stato annunciato un Handicap match tra le due fazioni e non fu chiaro se il WWE Tag Team Championship fosse in palio o no), dove Big E, Kingston e Woods vennero sconfitti da Del Rio, Rusev e Sheamus in un match non titolato, rifacendosi però nella puntata di Raw successiva, quando Big E e Kingston mantennero nuovamente con successo i titoli contro Barrett e Sheamus. Chiusa la faida con la League of Nations, il New Day ne iniziò una con i debuttanti Vaudevillains, i quali sconfissero (a tavolino) Enzo Amore e Colin Cassady a Payback il 1º maggio, diventando i contendenti nº1 ai titoli di coppia della WWE. Il New Day iniziò dunque a prendere in giro i Vaudevillains nella puntata di Raw del 16 maggio e questi due attaccarono di conseguenza il trio. Il 22 maggio, ad Extreme Rules, Big E e Woods difesero con successo i titoli contro i Vaudevillains. Il 19 giugno, a Money in the Bank, Big E e Kingston mantennero i titoli in un Fatal 4-Way Tag Team match che includeva anche Enzo Amore e Big Cass, Luke Gallows e Karl Anderson e i Vaudevillains. Il 19 luglio il New Day raggiunse e superò il record per il regno più lungo come campioni di coppia con 483 giorni (il precedente primato apparteneva a Paul London e Brian Kendrick con 331 giorni). Con la Draft Lottery avvenuta nella puntata di SmackDown del 19 luglio, il New Day passò al roster di Raw e con tutto il gruppo anche il WWE Tag Team Championship. Il 24 luglio, a Battleground, il New Day venne sconfitto dalla Wyatt Family in un match non titolato. Il 21 agosto, a SummerSlam, Kingston e Woods persero per squalifica contro Luke Gallows e Karl Anderson a causa dell'intervento del rientrante Big E, facendo sì che il New Day mantenesse i titoli. Il 25 settembre, a Clash of Champions, Big E e Kingston difesero con successo i titoli (ora noti come Raw Tag Team Championship) contro Anderson e Gallows grazie all'intervento di Woods. La scena si ripeté anche la sera dopo a Raw, quando Big E e Kingston difesero nuovamente i titoli contro Anderson e Gallows. In seguito il New Day iniziò una faida con l'improbabile alleanza formata da Cesaro e Sheamus: il 30 ottobre, a Hell in a Cell, Cesaro e Sheamus sconfissero Big E e Woods per squalifica ma il New Day conservò comunque i titoli. Il 20 novembre, a Survivor Series, Big E e Kingston presero parte ad un 10-on-10 Traditional Survivor Series Elimination match come membri e capitani del Team Raw che sconfisse il Team SmackDown. Nella puntata di Raw del 21 novembre Big E e Kingston difesero con successo i titoli contro Cesaro e Sheamus grazie ad una distrazione di Woods. Nella puntata di Raw del 28 novembre Big E e Woods conservarono le cinture contro Luke Gallows e Karl Anderson. Nella puntata di Raw del 12 dicembre Big E e Kingston difesero i titoli di coppia in un Triple Threat Tag Team match che comprendeva anche Cesaro e Sheamus e Luke Gallows e Karl Anderson. Dopo 478 giorni di regno, i membri del New Day divennero i campioni di coppia più longevi della storia della WWE, avendo superato il record dei Demolition, che avevano detenuto l'ormai defunto World Tag Team Championship per appunto 478 giorni. Più tardi, quella stessa sera, Big E e Woods difesero con successo i titoli di coppia in un altro Triple Threat Tag Team match che includeva stavolta i Jeri-KO (Chris Jericho e Kevin Owens) e Roman Reigns e Seth Rollins. Il 18 dicembre, a Roadblock: End of the Line, Big E e Kingston vennero sconfitti da Cesaro e Sheamus, perdendo i titoli di coppia dopo 483 giorni di regno. Nella puntata di Raw del 26 dicembre Kingston e Woods affrontarono Cesaro e Sheamus per il Raw Tag Team Championship ma vennero sconfitti. Il 29 gennaio Woods prese parte al Royal Rumble match dell'omonimo pay-per-view entrando col numero 20 ma venne eliminato da Cesaro e Sheamus, e con lui anche Big E e Kingston. Con lo Shake-up dell'11 aprile l'intero New Day passò al roster di SmackDown senza tuttavia debuttare a causa dell'infortunio di Kingston; vennero, invece, mandate in onda delle vignette per pubblicizzare il debutto del trio. Il New Day debuttò ufficialmente a SmackDown il 30 maggio, dove ebbero un confronto con i SmackDown Tag Team Champions, gli Usos, annunciando loro che il General Manager Shane McMahon li aveva inseriti in un match a Money in the Bank per i titoli di coppia., dove tuttavia gli Usos riuscirono a trionfare per count-out contro Big E e Kingston il 18 giugno. Il 23 luglio, a Battleground, Kingston e Woods sconfissero gli Usos conquistando così lo SmackDown Tag Team Championship per la prima volta; anche in questo caso, nonostante Kingston e Woods avessero vinto titoli, anche Big E venne riconosciuto come campione sotto la "Freebird Rule". Il 20 agosto, nel Kick-off di SummerSlam, Big E e Woods persero le cinture contro gli Usos dopo 28 giorni di regno. Nella puntata speciale Sin City SmackDown Live del 12 settembre, tuttavia, Big E e Kingston sconfissero gli Usos in un Sin City Street Fight, conquistando lo SmackDown Tag Team Championship per la seconda volta. L'8 ottobre, a Hell in a Cell, Big E e Woods persero poi i titoli contro gli Usos in un Tag Team Hell in a Cell match, interrompendo il loro regno durato 26 giorni. Il 19 novembre, a Survivor Series, il New Day venne sconfitto dallo Shield. Nella puntata di SmackDown del 26 dicembre Big E e Woods presero parte ad un Triple Threat Tag Team match per determinare i contendenti nº1 allo SmackDown Tag Team Championship degli Usos che comprendeva anche Aiden English e Rusev e Chad Gable e Shelton Benjamin ma il match venne vinto da questi ultimi. Nella puntata di SmackDown del 2 gennaio 2018 Woods sconfisse Aiden English nei quarti di finale di un torneo per la riassegnazione del vacante United States Championship. Nella puntata di SmackDown del 16 gennaio Woods venne però sconfitto da Jinder Mahal nella semifinale del torneo, venendo dunque eliminato. Il 28 gennaio, alla Royal Rumble, Woods partecipò all'omonimo match entrando col numero 12 ma venne eliminato da Jinder Mahal. Nella puntata di SmackDown del 20 febbraio Big E e Woods sconfissero Chad Gable e Shelton Benjamin, guadagnando l'opportunità di affrontare gli Usos per lo SmackDown Tag Team Championship a Fastlane. L'11 marzo, a Fastlane, Kingston e Woods affrontarono gli Usos per lo SmackDown Tag Team Championship ma il match terminò in no-contest a causa dell'intervento dei Bludgeon Brothers. Successivamente, l'8 aprile a WrestleMania 34, Big E e Kingston presero parte ad un Triple Threat Tag Team match per lo SmackDown Tag Team Championship che comprendeva i campioni, ossia gli Usos, e i Bludgeon Brothers, ma furono questi ultimi a trionfare conquistando le cinture. Nella puntata di SmackDown del 10 aprile Big E e Woods affrontarono gli Usos per determinare i contendenti nº1 allo SmackDown Tag Team Championship dei Bludgeon Brothers ma vennero sconfitti. Il 27 aprile, alla Greatest Royal Rumble, Woods partecipò al Royal Rumble match a 50 uomini entrando col numero 14 ma venne eliminato da Elias. Il 15 luglio, nel Kick-off di Extreme Rules, il New Day venne sconfitto dai SAnitY in un Tables match. Nella puntata di SmackDown del 21 agosto Kingston e Woods sconfissero i Bludgeon Brothers in un No Disqualification match conquistando così lo SmackDown Tag Team Championship per la terza volta. Dopo che Big E e Kingston difesero i titoli contro i Rusev Day (Aiden English e Rusev) nel Kick-off di Hell in a Cell, e Kingston e Woods contro Cesaro e Sheamus il 6 ottobre a Super Show-Down, nella puntata di SmackDown 1000 Big E e Woods perserl le cinture contro i The Bar (grazie anche all'intervento di Big Show) dopo 56 giorni di regno. Il 16 dicembre, a TLC: Tables, Ladders & Chairs, Kingston e Woods presero parte ad un Triple Threat Tag Team match per lo SmackDown Tag Team Championship che includeva anche i campioni The Bar e gli Usos ma il match venne vinto dai primi. Il 23 giugno, a Stomping Grounds, Woods e Big E vennero sconfitti da Kevin Owens e Sami Zayn. Il 14 luglio, a Extreme Rules, Big E e Woods conquistarono lo SmackDown Tag Team Championship per la quarta volta contro Daniel Bryan e Rowan in un Triple Threat Tag Team match che comprendeva anche gli Heavy Machinery. Il 15 settembre, a Clash of Champions, Big E e Woods persero i titoli contro i Revival dopo 63 giorni di regno. In seguito, Woods riportò un infortunio al tendine d'Achille che lo ha costretto ad uno stop durato circa un anno. Nella puntata di SmackDown del 17 aprile il solo Big E conquistò per la sesta volta lo SmackDown Tag Team Championship sconfiggendo il campione The Miz (detentore della cintura insieme a John Morrison) in un Triple Threat match che comprendeva anche Jey Uso, e così facendo anche Kingston e Woods vennero riconosciuti come campioni. Il 10 maggio, a Money in the Bank, Big E e Kingston difesero i titoli in un Fatal 4-Way Tag Team match che comprendeva anche i Forgotten Sons, John Morrison e The Miz e i Lucha House Party. Nella puntata di SmackDown del 10 luglio Big E e Kingston difesero i titoli contro Cesaro e Shinsuke Nakamura dopo che l'incontro terminò in no-contest. Il 19 luglio, a The Horror Show at Extreme Rules, Big E e Kingston persero le cinture di coppia contro Cesaro e Nakamura in un Tables match dopo 93 giorni di regno. Nella puntata di SmackDown del 9 ottobre Kingston e il rientrante Woods conquistarono lo SmackDown Tag Team Championship per la settima volta sconfiggendo Cesaro e Nakamura; tuttavia, poco dopo, Kingston e Woods passarono al roster di Raw per effetto del Draft mentre Big E rimase a SmackDown, segnando l'allontanamento involontario di questi dalla stable. Nella puntata di Raw del 12 ottobre Kingston e Woods scambiarono lo SmackDown Tag Team Championship con il Raw Tag Team Championship degli Street Profits; quella stessa sera, Kingston e Woods difesero i titoli appena ottenuti contro Dolph Ziggler e Robert Roode. Nella puntata di Raw del 16 novembre Kingston e Woods mantennero i titoli contro Cedric Alexander e Shelton Benjamin. Il 22 novembre, a Survivor Series, Kingston e Woods vennero sconfitti dagli Street Profits. Nella puntata di Raw del 23 novembre Kingston e Woods mantennero nuovamente i titoli contro l'Hurt Business. Il 20 dicembre, a TLC: Tables, Ladders & Chairs, Kingston e Woods persero poi i titoli contro Alexander e Benjamin dopo 69 giorni di regno. Nella puntata di Raw del 15 marzo Kingston e Woods sconfissero l'Hurt Business conquistando per la quarta volta il Raw Tag Team Championship (per Kingston è il sesto regno mentre per Woods è il quarto). Il 10 aprile, nella prima serata di WrestleMania 37, Kingston e Woods persero i titoli contro AJ Styles e Omos dopo 26 giorni di regno. Nella puntata di Raw del 6 settembre Kingston e Woods parteciparono ad un Gauntlet match per determinare i contendenti n°1 al Raw Tag Team Championship degli RK-Bro ma dopo aver eliminato diversi team come Jinder Mahal e Veer, Mace e T-Bar, Mansoor e Mustafa Ali, i Lucha House Party e i Viking Raiders, vennero eliminati per ultimi da AJ Styles e Omos. Il 26 settembre, ad Extreme Rules, il New Day (con il ritorno di Big E) sconfisse AJ Styles, Omos e Bobby Lashley.

#### King of the Ring (2021–2022)
Il 1º ottobre, per effetto del Draft, Kofi Kingston e Xavier Woods passarono al roster di SmackDown. In seguito, Woods partecipò al torneo del King of the Ring dove sconfisse Ricochet e Jinder Mahal per poi, nella finale del 21 ottobre di Crown Jewel, trionfare su Finn Bálor vincendo il torneo. Io giorno dopo, per questo motivo, Woods assunse il ring name King Woods. Il 21 novembre, a Survivor Series, Woods partecipò al tradizionale 5-on-5 Survivor Series Elimination match come membro del Team SmackDown contro il Team Raw ma venne eliminato da Bobby Lashley. In seguito iniziarono una faida con gli Usos e il 1º gennaio 2022, a Day 1, Woods e Kingston tentarono di conquistare il WWE SmackDown Tag Team Championship contro gli Usos ma vennero sconfitti. Nella puntata di SmackDown del 7 gennaio Woods e Kingston affrontarono nuovamente gli Usos, questa volta in uno Street Fight, per i titoli di coppia di SmackDown ma vennero sconfitti e non avrebbero potuto avere un'altra rivincita contro gli Usos.
Successivamente a SmackDown, venne annunciato da Kingston che Woods aveva subito un infortunio al ginocchio, dovendo restare fuori dalle scene per almeno 4-6 mesi. 

#### Ritorno nella competizione tag team (2022–presente)
Tornò a sorpresa nella puntata di SmackDown del 25 marzo con il vecchio ring name di Xavier Woods (accompagnato dal suo compagno del New Day, Kofi Kingston) sconfiggendo in poco tempo Ridge Holland. Il 3 aprile, nella seconda serata di WrestleMania 38, Woods e Kingston vennero sconfitti da Ridge Holland e Sheamus. Inoltre durante il match indossarono il costume di Big E dopo che si ruppe il collo qualche settimana prima in un match a SmackDown durante una mossa subita male da Ridge Holland (legit).
Il 10 dicembre del 2022, a Deadline, Woods e Kingston hanno vinto i NXT Tag Team Championship contro i Pretty Deadly. Con questo successo, Woods ha ottenuto la Triple Crown Tag Team. A Vengeance Day, in un fatal four-way tag team match perdono i titoli a favore di Mark Coffey e Wolfgang, dopo 56 giorni di regno.
Con il Draft del 2023, Woods e Kingston tornano a Raw. Nello show rosso iniziano una rivalità contro la stable, The Final Testament, con il leader Karrion Kross che ha provato a separare i due membri del New Day. La faida è finita nella puntata di Raw del 19 agosto 2024, quando il New Day insieme a Odyssey Jones hanno sconfitto il Final Testament in un six-man tag team match. Nella puntata di Raw del 16 settembre perdono un mach per il World Tag Team Championship contro Finn Bálor e JD McDonagh, a fine incontro, Woods si arrabbia con Kofi Kingston per come ha gestito l'interferenze del Judgment Day e del Latino World Order. Nella puntata di Raw del 7 ottobre, Kofi ha lasciato a Woods il suo posto in un mach titolato per l'Intercontinental Championship di Jey Uso, ma non è riuscito a diventare campione.
Nella puntata del 2 dicembre di Raw avviene la celebrazione del decimo anniversario della formazione del New Day, in questa occasione Kingston e Woods si scagliano contro Big E cacciandolo dalla stable.

## Personaggio

### Mosse finali
- Come Austin Creed/Consequences Creed
  - ACT – Austin Creed Test (Diving DDT) – 2010
  - CreeDDT (Hammerlock legsweep DDT) – 2007–2008
  - Fireman's carry cutter – 2009–2010
  - MontiFisto (Three left-handed punches seguita da un right-handed hook) – 2005–2007
- Come Xavier Woods/King Woods
  - Culture Shock (Diving DDT) – 2010–2011
  - Limit Break (Ropewalk elbow drop) – 2017–presente
  - Lost in the Woods (Inverted stomp facebreaker) – 2013–2015
  - Shining wizard – 2015–2017
  - Tornado DDT – 2011–2013

### Soprannomi
- "Awesome"
- "The Crisp One"
- "Awesome Consequences"
- "Consequences"
- "The Valedictorian"

## Titoli e riconoscimenti
- Deep South Wrestling
  - DSW Heavyweight Championship (1)
- East Coast Wrestling Association

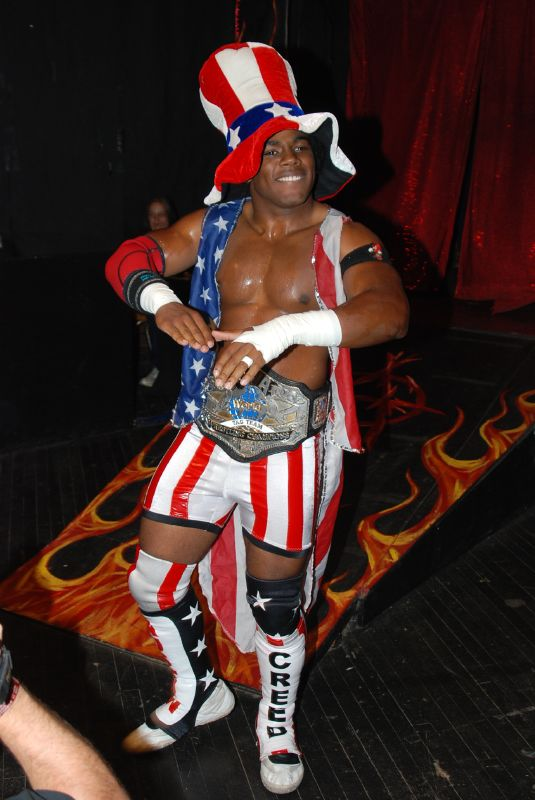
Creed con l'NWA Anarchy Tag Team Championship, titolo che ha vinto una volta con Hayden Young

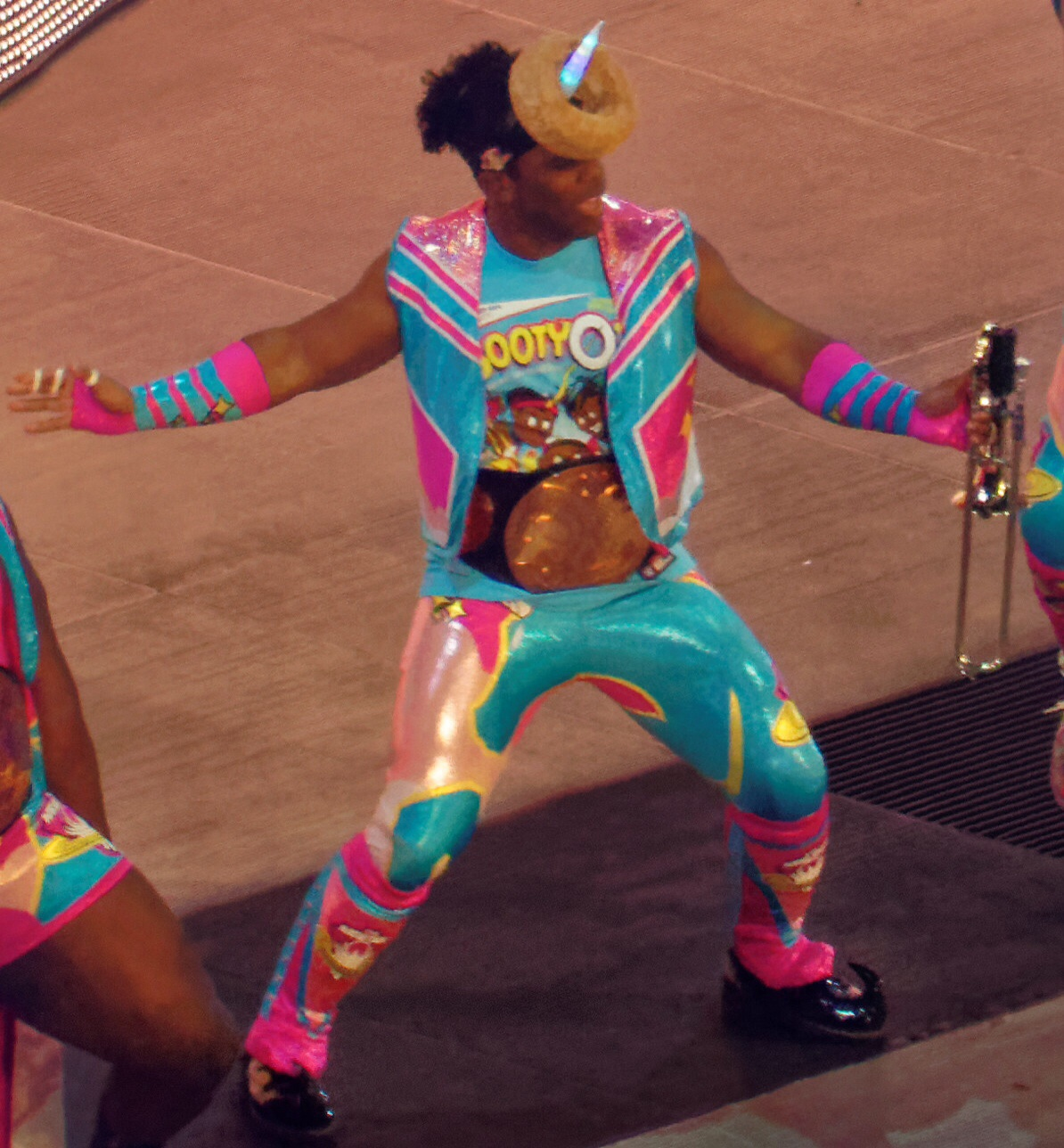
Woods con il Raw Tag Team Champion, titolo che ha detenuto quattro volte

  - ECWA Super 8 Tournament Champion (2010)
- Florida Championship Wrestling
  - FCW Florida Tag Team Championship (1) – con Wes Brisco
- NWA Anarchy
  - NWA Anarchy Tag Team Championship (1) – con Hayden Young
  - Most Popular Wrestler of the Year (2006)
- Pro Wrestling Illustrated
  - Tag Team of the Year (2015, 2016) - con Big E e Kofi Kingston
  - 58º tra i 500 migliori wrestler singoli nella PWI 500 (2016)
  - 8º tra i 50 migliori tag team nella PWI 500 (2020) - con Big E e Kofi Kingston
- Rolling Stone
  - Actual Match of the Year (2017) - The New Day vs. The Usos
  - Comeback of the Year (2016) - con Big E e Kofi Kingston
  - Second-Best Heels (2015) - con Big E e Kofi Kingston
  - WWE Wrestlers of the Year (2015) - con Big E e Kofi Kingston[68]
- Total Nonstop Action Wrestling
  - TNA World Tag Team Championship (1) – con Jay Lethal
- WWE
  - WWE SmackDown Tag Team Championship (7)[69] – con Big E e Kofi Kingston (6), con Kofi Kingston (1)
  - World Tag Team Championship (5)[70] – con Big E e Kofi Kingston (2), con Kofi Kingston (3)
  - NXT Tag Team Championship (1) – con Kofi Kingston
  - King of the Ring (edizione 2021)
  - Triple Crown Tag Team Champion – con Kofi Kingston
  - Slammy Award/Year–End Award (2)
    - Men’s WWE Tag-Team of the Year (edizione 2019) - con Big E e Kofi Kingston come membro del New Day
    - Ring Gear of the Year (edizione 2020) - con Big E e Kofi Kingston come membro del New Day
- Wrestling Observer Newsletter
  - Best Gimmick (2015) - The New Day[71]

## Filmografia
- In fuga da Undertaker, regia di Ben Simms (2021)